# Cerritos
Cerritos je město ve Spojených státech amerických. Nachází se v okrese Los Angeles County ve státě Kalifornie. Ve městě žije přibližně 50 tisíc obyvatel a jeho rozloha činí 22,9 km². Je součástí skupiny tzv. Gateway Cities ležících v jihovýchodní části okresu Los Angeles. Leží v nadmořské výšce asi 14 m n. m. v regionu Jižní Kalifornie. Sousedními obcemi sídla jsou Bellflower, Norwalk, Artesia, Santa Fe Springs, La Mirada, Lakewood, Buena Park, La Palma a Cypress.
Své sídlo zde mají společnosti World of Dance a Memorex. Převažuje zde středomořské podnebí, většina srážek zde spadne během zimy. V roce 2020 tvořili 62 % obyvatel Asiaté, 14 % Hispánci, 13 % běloši a 6 % Afroameričané. Největším zaměstnavatelem ve městě je společnost UPS, dalšími významnými zaměstnavateli ve městě jsou například společnosti AT&T nebo Nordstrom.

## Rodáci
- Eddie Lewis (* 1974) – americký fotbalista